# Тальчин
Тальчин (пол. Talczyn) — село в Польщі, у гміні Коцьк Любартівського повіту Люблінського воєводства.
Населення — 617 осіб (2011).

## Демографія
Демографічна структура станом на 31 березня 2011 року:
|          | Загалом | Допрацездатний вік | Працездатний вік | Постпрацездатний вік |
| -------- | ------- | ------------------ | ---------------- | -------------------- |
| Чоловіки | 316     | 93                 | 196              | 27                   |
| Жінки    | 301     | 59                 | 167              | 75                   |
| Разом    | 617     | 152                | 363              | 102                  |